# Maatschappijkritische geografie
De maatschappijkritische geografie is een stroming binnen de sociale geografie die moeilijk eenduidig te typeren is. Men heeft haar radicaal, marxistisch of maatschappijkritisch genoemd. Centraal staat de wens de maatschappelijke verhoudingen ingrijpend te wijzigen ten gunste van de minderbedeelden in de samenleving. De stroming ontstond als onderdeel van het sociale protest van de jaren zestig en zeventig dat niet alleen in de VS maar ook in Europa aanwezig was. De ontstane ophef ging in wetenschappelijke kring gepaard met de gedachte dat het gangbare onderzoek zich te veel had laten leiden door de bestaande kapitalistische verhoudingen. Onderzoekers hadden te weinig oog gehad voor de scherper wordende sociale tegenstellingen.
Een aantal van hen sloot zich voor het vinden van oplossingsrichtingen aan bij de marxistische traditie en marxistische geografie was gedurende de jaren 1970 en 1980 de dominante stroming binnen de kritische geografie.

## David Harvey
De meest vooraanstaande geograaf uit deze stroming is David Harvey. Vier jaar na het verschijnen van zijn Explanation in Geography, gebaseerd op de uitgangspunten van het logisch positivisme verschijnt Social Justice and the City (1973). Later verschijnt nog onder andere Limits to Capital waarin terugegrepen wordt op oorspronkelijke Marx-teksten.
Harvey betoogt dat het kapitalisme zich niet afspeelt in het luchtledige, maar in een concrete en georganiseerde ruimte. Het kapitalisme is een binnen bepaalde regels verlopend veranderingsproces dat draait om kapitaalaccumulatie. Inherent aan dit proces staan voortdurende crises als gevolg van de tegenstelling tussen het creëren van meerwaarde door kostenminimalisering en anderzijds de omstandigheid dat meerwaarde alleen gerealiseerd kan worden wanneer arbeiders in staat zijn goederen te kopen. Voorwaarde voor accumulatie is dus een toenemende vraag naar goederen, maar die vraag blijft achter door de lage lonen. Dus is een geografische expansie nodig (bv. kolonialisme) om nieuwe afzetgebieden te vinden. Uiteindelijk is dat een tijdelijke oplossing omdat de ruimte eindig is. Kapitaalaccumulatie gaat ook gepaard met intensivering van het grondgebruik. Tegenwoordig zien we dat het streven naar kapitaalaccumulatie een van de oorzaken van het enorme versnellingsproces in onze samenleving is, met als gevolg de tijd-ruimteverdichting (time-space compression). Het is met name dit onderwerp dat door Harvey in zijn laatste, inmiddels befaamde, studie The Condition of postmodernity (1989) uitvoerig wordt behandeld.

## Relatie tussen ruimte en samenleving
Een belangrijk aspect van de maatschappijkritische geografie is dat men de wijze waarop de ruimte gestalte krijgt niet los wil zien van de samenleving. Een theorie over de manier waarop de ruimte tot ‘handelswaar’ is geworden en als zodanig functioneert, is altijd een theorie over de maatschappij en haar productiewijze. Deze relatie wordt niet als symmetrisch gedacht, maar over de mate van ongelijkheid tussen de invloed van maatschappij en ruimtelijke structuur wordt verschillend gedacht. Eigenlijk zijn er drie groepen van onderzoekers die gerangschikt kunnen worden van orthodox tot meer liberaal:
- de maatschappelijke structuur determineert volledig de ruimtelijke structuur. Dat is het meest orthodoxe standpunt, waarin doorklinkt dat de economische onderbouw de overige sectoren van de maatschappij bepaalt
- de ruimtelijke structuur heeft wel een zekere autonomie, maar is uiteindelijk wel ondergeschikt aan de maatschappelijke (economische) structuur. Harvey en Castells kunnen tot deze stroming worden gerekend
- ruimte en maatschappij zijn gelijkwaardig en beïnvloeden elkaar wederzijds

## Toepassing
De maatschappijkritische geografie heeft nieuwe terreinen van onderzoek ontsloten of bestaande terreinen vanuit een andere gezichtshoek benaderd. Zo zijn er die aandacht hebben geschonken aan de ruimtelijke verdeling van maatschappelijke diensten vanuit een bezorgdheid voor een rechtvaardige verdeling van goederen en diensten. Dat is de zogenaamde welfare-benadering, waar de ruimtelijke verdeling van de gezondheidszorg, de subsidiestromen of van macht en kennis centraal staat. Het gaat dan om de kwaliteit van het bestaan. De altijd aanwezige spanning tussen economische doelmatigheid en sociale rechtvaardigheid bij het inrichten van de ruimte vormt voor deze geografen een steeds terugkerend onderzoeksonderwerp.
Daarnaast wordt de zogenaamde institutionele benadering onderscheiden waarbij de aandacht wordt gericht op de besluitvormers in de wijze waarop ruimtelijk relevante beslissingen tot stand komen. Wie beslist over de toewijzingen op de schaarse woningmarkt, wie beslist over de vestiging van industrie en diensten, wat is de rol van de overheid of van de institutionele beleggers/ projectontwikkelaars? Hun invloed is groot bij de verdelingsvraagstukken van de ruimte.
Een laatste toepassingsgebied waar de maatschappijkritische geografie actief is geweest is de geografie van de ontwikkelingslanden of zo men wil van de derde wereld. Hier is de dependencia-school invloedrijk geweest. De onderontwikkeling wordt daarbij niet primair verklaard vanuit de interne problematiek van de landen, maar vanuit hun afhankelijkheidsrelatie ten opzichte van de rijke landen in de wereld.

## Waardering en kritiek
Naast waardering is er ook kritiek op de uitgangspunten van de maatschappijkritische geografie. Waardering is er voor de nadruk op de relatie maatschappij - ruimte en voor het bewust maken van ruimtelijke machtsrelaties en conflicten. Daarnaast voor het groeiende besef dat wetenschap niet waardevrij is en dat met wetenschappelijke kennis in de samenleving veel goeds kan worden gedaan maar ook veel kan worden misdaan.
De kritiek geldt het soms dogmatische karakter van de opvattingen van radicaal geografen en de geringe bereidheid om hun opvattingen daadwerkelijk te toetsen. Daarnaast is er een zekere afkeer van het abstracte marxistische jargon en ook wijst men de eenzijdige belangstelling voor politiek-economische vraagstukken af.